# 김씨 표류기
《김씨 표류기》는 대한민국의 이해준 감독이 제작한 영화로, 한강 밤섬에 표류한 한 남자의 이야기를 다루었다.

## 줄거리
김성근(정재영 역)은 회사가 파산한 뒤 구조조정에 의해 솔직한 이후 많은 빚을 진 상태로, 그의 일생에는 희망이 완전히 없어진 상태다. 이에 그는 자살을 위해 한강으로 투신하는데, 잠시 후 그는 밤섬에 불시착해 있음을 알게 된다. 즉, 그는 조난자(castaway)가 된 것이다. 그의 구조 요청은 장난으로 받아들여지고, 결국 휴대폰의 배터리도 다하게 된다. 물에 대한 공포를 간직한 그에게 수영으로 탈출하기에는 너무 힘든 상태였다. 이에 그는 모래사장에 "HELP"라고 쓴다. 섬을 돌아본 결과 대부분이 식물로 둘러싸여 있고, 그 섬 주변에 도시(여기서는 서울특별시)가 있음을 알아낸다. 그곳에서 그는 버려진 오리 모양의 보트를 발견하고, 그 보트를 임시 집으로 삼아 밤섬에서 생활하기 시작한다. 비록 밤섬에서의 생활이 쉽지는 않았지만, 그는 도시 생활에서의 고통과 빚으로부터의 자유를 느끼며 일상을 즐긴다.
밤섬은 1968년 이전까지는 주민들이 살고 있었다가, 1968년에 여의도 건설에 필요한 자재를 얻기 위해 중앙부를 폭파한 이후 집단 이주가 완료되어 현재 무인도이며 1999년부터 생태계 보호 구역으로 지정되면서 거주는 불가능한 상황이다. 이 섬 6곳에 철새들을 볼 수 있는 곳이 설치되어 있다.
그가 섬에서의 생활에 차츰 익숙해져 갈 즈음에, "HELP"라는 메시지는 "HELLO"라는 메시지로 변하게 된다. 그리고 그의 표류생활은 김정연(정려원 역)이라는 이름의 여자에 의해 목격된다. 김정연은 은둔형 외톨이(히키코모리)로, 자신이 살고 있는 좁은 방이 그녀의 세상이며 매일 밤마다 달 사진을 찍는 것이 취미이다. 그녀는 처음 "HELP"라는 메시지를 보고 외계인의 메시지라 생각하며, 하루하루 그의 표류생활을 관찰하게 된다. 그리고 어느날 그의 "HELLO"라는 메시지에 답장을 하기로 하고, "HELLO"라는 메시지를 적은 편지를 와인병에 넣어 밤섬에 던진다. 그렇게 하루하루 흘러 3개월 후, 그는 도구를 얻기 위해 섬을 돌아다니던 중, 그 와인병을 발견한다. 그는 답을 모래사장에 나무막대로 적는다. 이후 김성근과 김정연은 매번, 김성근은 모래사장에 나무막대로 글자를 적고, 김정연은 와인병 메시지를 던지는 방식으로 서로 대화를 한다. 그 과정에서 김정연은 자신의 불안감을 서서히 극복해 나간다.
표류 생활 초반 김성근은 밤섬에서 짜장라면 봉지와 짜장스프 분말을 발견한다. 그는 짜장면을 매우 먹고 싶어하면서 이전에 짜장면을 거부했던 수많은 자신의 모습을 반성한다. 그 후 그는 자신이 직접 밭을 경작하여 짜장면을 만들어 먹기 위해 노력한다. 그러한 모습을 관찰하던 김정연은 그를 위해 짜장면을 밤섬으로 보낸다. 하지만 김성근은 오리배를 타고 온 배달부에게 짜장면을 돌려보낸다.
그러던 어느날 희망의 시간이 지난 뒤 거센 태풍이 몰아쳐 그가 애써 경작한 밭을 모두 훼손시키고 그의 생활 터전이자 집이었던 오리 모양 보트마저도 떠내려가버린다. 김성근은 어떻게든 보트를 잡고 버텼지만, 결국 힘에 부쳐 보트를 떠나보낸다. 또한 김정연은 미니홈피에 달린 악성 댓글들을 확인하면서 큰 두려움과 절망감에 빠진다.
태풍은 지나가고, 밤섬에 떠내려온 쓰레기를 청소하기 위해 파견된 공무원들에게 그는 발견된다. 격렬히 저항하지만, 그는 밤섬을 떠나게 되고, 다시 현실로 돌아온다. 이 광경을  카메라 렌즈로 본 김정연은 매우 놀라게 되고, 그의 마지막 메시지에 대한 답을 하기로 결심한다. 결국 그녀는 세상으로 다시 나가게 된다. 강제로 세상으로 끌려 나온 그는 버스를 타면서 다시 세상에 혼자 버려졌다는 사실에 슬퍼한다. 한편, 김정연은 그를 만나기 위해 집을 나와 필사적으로 그의 행적을 찾고 그가 버스를 타는 모습을 발견하나 버스는 출발해 버린다. 좌절하는 그 순간 과거의 그녀를 세상(서울)으로 이끌던 소리가 울려 퍼진다. 이에 희망을 갖고 다시 달려가 버스에 탄다. 그리고 김성근과 김정연은 버스 안에서 서로 만난다.
김정연은 김성근에게 마지막 메시지를 말한다. "My name is... Kim Jung-yeon."
그리고 버스가 다시 출발하면서 영화는 막을 내린다.

## 등장 인물
- 남자 김 씨 : 정재영
- 여자 김 씨 : 정려원
- 철가방 : 박영서
- 공익요원 1 : 구교환
- 공익요원 2 : 이상일
- 아파트 경비 : 민경진
- 버스 기사 : 이하연
- 어린 김 씨 : 이정원
- 김 씨 아빠 : 이상훈
- 김 씨 엄마 : 양미경
- 김 씨 애인 : 장소연
- 해병대 1, 대출 회사 직원 : 김희창
- 해병대 2 : 선학
- 오토바이남 : 리민
- 유람선 승객 : 임채선
- 환상녀 : 국지연
- 구두녀 : 정지혜
- 원피스녀 : 박희정
- 면접관 1 : 원창연
- 면접관 2 : 왕태언
- 면접관 3 : 손선근
- 고교 김씨 : 이경준
- 고교 친구 : 장정인
- 민방공훈련 앵커 : 정명준
- 119 대원 (목소리): 이규형